# Alexandria (Ontario)
Alexandria era una città del Canada, nelle contee unite di Stormont, Dundas e Glengarry, nella provincia dell'Ontario.
Il 1º gennaio 1998 è stata unita ai comuni di Kenyon, Lochiel e Maxville nella città di North Glengarry.
Dal 1890 al 2020 è stata sede vescovile cattolica (diocesi di Alexandria-Cornwall).